# SSC Ultimate Aero
SSC Ultimate Aero — суперкар производства американской компании Shelby Super Cars.

## Прототипы

### 2004 — SSC Aero SC/8T № 1
SSC Aero SC/8T № 1 — первый прототип SSC Ultimate Aero выпущенный в 2004 году, который был построен с использованием шасси Replicar от модели итальянского суперкара Lamborghini Diablo.
В автомобиле установлен модифицированный двигатель от Chevrolet Corvette C5R объёмом 6,26 л с применением системы двойного турбонаддува Super Charged, который агрегатировался с 6-ступенчатой механической коробкой передач от Dodge Viper.
Всего было построено два прототипа, оранжевого и серого цвета.
Первый прототип SSC Aero SC/8T был продан лишь в 2008 году на аукционе Barrett — Jackson Palm Beach за $189,200.
Автомобиль был представлен, как первый из двух прототипов выпущенных компанией.

### 2005 — SSC Aero SC/8T № 1
В 2005 году спецификация прототипа № 1 была обновлена. Мощность двигателя была увеличена, а также возрос крутящий момент.
- Мощность двигателя — 921 л.с. по ГОСТ. (908 BHP/677 Квт) при 6600 об/мин.
- Крутящий момент — 1045 Н*м (771 фунт силы/фут) при 5800 об/мин.

### 2005 — SSC Aero SC/8T № 2
В 2005 году был представлен прототип SSC Aero SC/8T № 2.
Автомобиль проходил испытания в аэродинамической трубе NASA, где показанные результаты дали сведения о том, что аэродинамика автомобиля способна выдерживать скорость в 439 км/ч (273 мили/ч).

## Версии и модификации

### 2006 — SSC Ultimate Aero
SSC Ultimate Aero была представлена в 2006 году и является экстремальной версией прототипа SSC Aero SC/8T, подготовленная для продажи. Двигателем в SSC Ultimate Aero был Chevrolet Supercharged V8 объёмом 6,3 л. Двигатель развивал такую мощность благодаря использованию системы наддува и адаптации двигателя под использование гоночного топлива с октановым числом 104.

### 2007 — SSC Ultimate Aero TT
SSC Ultimate Aero TT является заряжённой версией SSC Ultimate Aero, в которую установлена система двойного турбонаддува Twin Turbo (сокращённо TT). Первый серийный SSC Ultimate Aero TT 2007 года был продан на eBay за $431 100. Тираж автомобиля составил 25 экземпляров.
Динамика
При тестировании на максимальную скорость автомобиль показал 412 км/ч в среднем и следующую динамику:
- 0-100 км/ч — 2,8 сек
- 0-200 км/ч — 6,3 сек
- 0-300 км/ч — 13 сек
- 0-400 км/ч — 30 сек[2]

### 2009 — SSC Ultimate Aero TT (обновлённая модель)
SSC Ultimate Aero TT 2009 — обновлённая версия первой SSC Ultimate Aero TT 2007 года.
Благодаря применению новой системы питания от компании Aeromotive мощность того же двигателя Twin Turbocharged V8 Chevrolet повысилась примерно на 19%. Объём двигателя увеличился до 6,4 л.
Прогнозировалась с максимальной скоростью более 430 км/ч, однако в процессе тестирования показала 421 км/ч. В целях предотвращения перегрева двигателя, обдув двигателя увеличился на 20% благодаря увеличению объёмов боковых воздухозаборников возле задних колёс. Передняя часть автомобиля подверглась изменениям, дабы придать ей более правильную форму с аэродинамической точки зрения.
Также был переделан интерьер спорткара. В новом Aero появилась система AeroBrake — 2 антикрыла, поднимающихся до 8 дюймов (около 20 см) при торможении.

## Специальные версии

### 2009 — SSC Ultimate Aero EV
SSC Ultimate Aero EV — запланированная, но не выпущенная электрическая версия суперкара Ultimate Aero.
В 2009 году Shelby Super Cars (SSC) объявила о начале производства электрической версии своего суперкара, которую они назвали Ultimate Aero EV. Она должна была оснащаться двумя электродвигателями мощностью по 500 лошадиных сил, что в итоге даёт суммарную мощность в 1000 л. с. SSC планировала выпустить свой первый прототип в феврале 2009 года, а производство начать уже в конце 2009 года. Двойной двигатель AESP производящий 1000 л. с. позволит ей разогнаться до максимальной скорости в 335 км/ч (207 миль).

### 2012 — SSC Ultimate Aero XT
SSC Ultimate Aero XT — специальная версия суперкара, выпущенная в качестве прощального тиража данной модели.
Технические характеристики:

Версия Ultimate Aero XT получила новый двигатель объёмом 7 литров, который устанавливается на новую модель SSC Tuatara. В отличие от мощности в 1350 л. с. для Tuatara двигатель для Ultimate Aero XT дефорсирован до 1300 л. с. Остальные системы, установленные на автомобиль, остались прежними.
В комплектацию автомобиля входят:
- 7-ступенчатая КПП с тройным диском сцепления SMG от модели Tuatara;
- новая система охлаждения и подачи топлива;
- новая тормозная система;
- двойные водо-воздушные интеркулеры;
- двойная окраска автомобиля на выбор клиента. После подтверждения выбранного цвета, он становится недоступным для других автомобилей[6].

Теоретическая максимальная скорость — 439 км/ч (273 мили).
Тираж автомобиля составит 5 экземпляров. Цены на автомобиль пока неизвестны.

## Второе поколение
В 2010 году было представлено второе поколение суперкара, которое получило рабочее название SSC Ultimate Aero TT 2. В 2011 году новый суперкар получил название SSC Tuatara.

## Официальный мировой рекорд скорости
13 сентября 2007 года на ограждённом участке дороги возле штата Вашингтон компания провела тестирование модели SSC Ultimate Aero TT на предел максимальной скорости. В процессе двух заездов, она установила новый мировой рекорд максимальной скорости в 412 км/ч. В первом заезде водитель смог разогнаться до 414,31 км/ч, а во втором до 410,24 км/ч.
Представители Книги Рекордов Гиннесса записали новый мировой рекорд скорости в 412 км/ч, что является средним значением достигнутых скоростей между двух заездов (англ.).
4 июля 2010 года рекорд был побит другим гиперкаром — Bugatti Veyron Super Sport, который показал новый рекорд максимальной скорости в 431 км/ч.
В настоящее время компания — производитель Shelby Super Cars намеревается вернуть себе звание компании, строящей самый быстрый в мире автомобиль серийного производства с новым суперкаром SSC Tuatara, который по теоретическим предположениям сможет разогнаться до максимальной скорости в 443 км/ч.